# Pentojärvi
Pentojärvi är en sjö i kommunen Kangasala i landskapet Birkaland i Finland. Arean är 35 hektar och strandlinjen är 6,04 kilometer lång. Sjön  ingår i Kumo älvs huvudavrinningsområde.   Den ligger omkring 40 kilometer öster om Tammerfors och omkring 150 kilometer norr om Helsingfors. 